# خیمنا ناوارته
خیمنا ناوارته (به اسپانیایی: Jimena Navarrete) (زاده: ۲۲ فوریه ۱۹۸۸ در مکزیک) ملکه زیبایی و هنرپيشه اهل مکزیک است او برنده مسابقه دوشیزه جهان ۲۰۱۰ شد.